# Zelotomys
Zelotomys (Osgood, 1910) è un genere di Roditori della famiglia dei Muridi, comunemente noti come topi dalla testa larga.

## Descrizione

### Dimensioni
Al genere Zelotomys appartengono roditori di medie dimensioni, con lunghezza della testa e del corpo tra 115 e 137 mm, la lunghezza della coda tra 86 e 118 mm e un peso fino a 64 g.

### Caratteristiche craniche e dentarie
Il cranio è corto ed ampio, ha una costrizione inter-orbitale ben sviluppata, mentre le creste sopra-orbitali sono assenti. La scatola cranica è corta. I fori incisivi sono molto lunghi e si estendono ben oltre i primi molari. La bolla timpanica è di medie dimensioni. Gli incisivi superiori sono lunghi, mentre i molari hanno cuspidi ben sviluppate.
Sono caratterizzati dalla seguente formula dentaria:

### Aspetto
La pelliccia è fine, soffice e setosa. Le dita sono di proporzioni normali. Le orecchie sono moderate ed arrotondate. La testa è larga, mentre gli occhi sono relativamente piccoli. La coda è più corta della testa e del corpo ed è ricoperta finemente di peli. Le femmine hanno un paio di mammelle pettorali, due paia post-ascellari e due paia inguinali.

## Distribuzione
Questo genere è diffuso nell'Africa subsahariana.

## Tassonomia
Il genere comprende 2 specie.
- Zelotomys hildegardeae
- Zelotomys woosnami